# Варда В'ячеслав Анатолійович
В'ячеслав Анатолійович Варда (нар. 5 жовтня 1981, Київ) — український легкоатлет, журналіст, теле- та радіоведучий, поет. Має ассирійське походження.

## Біографія
Народився 5 жовтня 1981 року в місті Києві. Закінчив київське Республіканське вище училище фізичної культури за спеціальністю «Тренер по спорту». Майстер спорту України з легкої атлетики — спеціалізація 110 метрів з бар'єрами. Закінчив Київський національний торговельно-економічний університет (факультет ресторанно-готельного та туристичного бізнесу) та юридичний факультет Національного університету внутрішніх справ України. Службу в армії проходив у спортивній команді Головного управління внутрішніх військ, захищаючи кольори ФСТ «Динамо».
На телебаченні з 2006 року. Працював спеціальним кореспондентом, коментатором і ведучим новин на першому українському спеціалізованому спортивному каналі «Спорт 1».
З 2007 по 2013 рік був ведучим на «Новому каналі». Програми: «Спортрепортер», «Живчик Старти» і спеціальні репортажі. Номінант головної української телевізійної премії «Телетріумф» у номінаціях «Найкраща спортивна програма» і «Найкраща дитяча програма».
У 2012 році був ведучим «Студії Савіка Шустера» на Олімпійських Іграх у Лондоні.
У 2013 році працював на телеканалі «ТВі».
3 2013 по 2015 рік працював ведучим вечірнього та ранкового шоу на радіостанції Europa Plus Ukraine.
З 2015 року працював на радіо «Вісті», де був креативним продюсером та ведучим проєкту журналістських спортивних розслідувань «Гран Прі». Веде авторські програми «Вардаспорт» (рос. «Вардаспорт») , «Дубль В» (рос. «Дубль В») , із серпня 2016 — також — ранкові ефіри спільно з телеканалом «UBR» «Варда де Жанейро» (рос. «Варда де Жанейро») —на радіо «Вісті», та вечірню олімпійську студію на UA: Перший.
Гостями проєкту «ВардаСпорт» є зірки світового спорту й відомі мандрівники. Програму «ДубльW», яку веде разом із відомим українським футбольним коментатором Віктором Вацко, відвідують знані вітчизняні футболісти, тренери та функціонери.
З 15 листопада 2016 року також вів авторську програму на радіо «Вісті» «Це — таємниця» (рос. «Это секрет»).
З 2016 по 2018 рік був ведучим вечірніх ефірів на телеканалі NewsOne.
У 2011 році видає першу збірку власних поезій. Читаючи вірші, виступає разом із відомим українським кіно- та телеоператором, гітаристом Олександром Сульдіним. У 2011 році досвід створення віршів формується в організацію поетичного проєкту — «Слава Варда». В його рамках як автор працює над виставою своїх віршів на сцені у форматі вистави. У цьому ж році виходить його перша книга віршів.
З 2018 року був ведучим програми «Кримінал» на телеканалі «Прямий».
З серпня 2020 року працював ведучим денних ефірів на телеканалі Kyiv.Live.
З червня 2021 року повернувся на «Прямий Канал», ставши ведучим програми «Новини Країни».

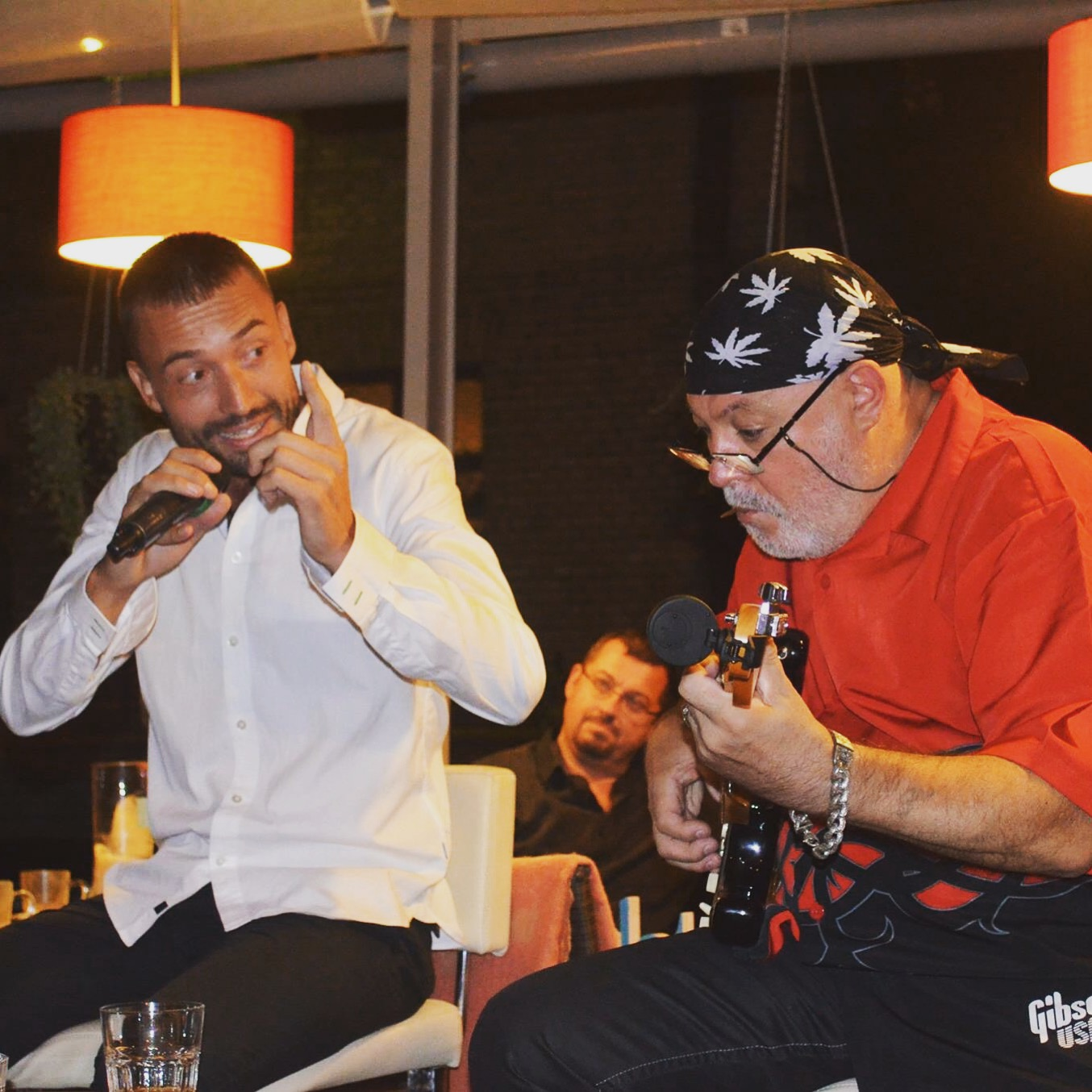
Слава Варда та Олександр Сульдін